# Списък с графства в Англия
Това е списък с 48-те церемониални графства в Англия към 2010 г. За по-стари данни за графствата вижте историческо графство.

## Англия

### Б
Бедфордшър •
Бристъл •
Бъкингамшър •
Бъркшър •

### Г
Глостършър •
Голям Лондон •
Голям Манчестър •

### Д
Дарбишър •
Девън •
Дорсет •
Дърам •

### Е
Есекс •

### З
Западен Йоркшър •
Западен Съсекс •

### И
Източен Йоркшър •
Източен Съсекс •

### К
Кеймбриджшър •
Кент •
Корнуол •
Къмбрия •

### Л
Ланкашър •
Лестършър •
Линкълншър •
Лондонско Сити •

### М
Мърсисайд •

### Н
Нортхамптъншър •
Нортъмбърланд •
Норфолк •
Нотингамшър •

### О
Оксфордшър •

### Р
Рътланд •

### С
Северен Йоркшър •
Стафордшър •
Съмърсет •
Съри •
Съфолк •

### Т
Тайн и Уиър •

### У
Уайт •
Уест Мидландс •
Уилтшър •
Уорикшър •
Устършър •

### Х
Хампшър •
Хартфордшър •
Херефордшър •

### Ч
Чешър •

### Ш
Шропшър •

### Ю
Южен Йоркшър